# Edvard Torell
Johan Edvard Torell, född den 17 mars 1846 i Gärdhems socken, Älvsborgs län, död den 3 april 1922 i Skara, var en svensk skolman. Han var far till Hjalmar Torell.
Torell blev 1869 student vid Uppsala universitet, där han avlade filosofie kandidatexamen 1871 och filosofie licentiatexamen 1874. Han promoverades till filosofie doktor i Uppsala 1877. Torell var adjunkt vid högre allmänna läroverket i Skara 1878–1911 och folkskoleinspektör från 1887. Han blev riddare av Vasaorden 1901.